# Лион (округ)
Лион (фр. Lyon) — округ (фр. Arrondissement) во Франции, один из округов в регионе Овернь — Рона — Альпы. Департамент округа — Рона. Супрефектура — Лион.
Население округа на 2006 год составляло 1 483 127 человек. Плотность населения составляет 849 чел./км². Площадь округа составляет всего 1746 км².